# 学士助手
学士助手（がくしじょしゅ）は、研究者として養成するため、学部卒業の学士から採用される助手の俗称で、東京大学法学部（大学院法学政治学研究科）での運用が典型であった。

## 概要
東京大学法学部には、大学院とは別に学部で一定の成績要件を満たして学士を取得した者から毎年10名前後を助手として採用し（このため「学士助手」と呼ばれる）、3年間の任期中に論文（「助手論文」と呼ばれる）を作成させ、研究者として養成するという運用があった。
作成した助手論文が認められると、東京大学法学部や他大学法学部などの助教授や講師として採用される者が多かった。大学院博士課程を最短で修了した場合よりも2年早く、最短は25歳で助教授や講師に採用され、助手の在任中も国家公務員として給与を受給するなど恵まれた待遇であった。修士課程修了後に3年任期の助手として採用される事例もあった。
大学院を経ない学士を助手として採用する運用は、東京大学法学部の他、京都大学法学部（京都大学法学部では「学卒助手」と呼ばれる）やその他の旧帝国大学法学部、一橋大学法学部、中央大学法学部などでも見られた。
今日のような大学院制度が確立されていなかった旧制大学時代には、法学部に限らず他の学部でも、学部卒業の学士から直接助手や副手などに採用する例は多かった。
東京大学法学部において、教授候補者を優秀な学士から選抜し、3年間の助手任期中に論文を作成させ、それによって自大学又は他大学の助教授等として採用・転出させる（up or out）育成方法は、大正9年頃に成立したとされるが、この運用が長く続いた理由としては、官僚や民間企業などに比して遜色が無いアカデミックキャリアを提示することで、優秀な学生を研究者として確保したいという意図があった。

### 影響
この結果、東京大学法学部教員のほとんどが「法学士」で、博士号取得者は論文博士による少数の者という時期が長く続いた。教授陣が新制大学卒業者に置き換わった1990年において、教授34名中、法学士は24名であった。
これに対し、助手として在籍する3年間では研究者として十分な基礎鍛錬を積めないのではないかという意見や、博士号を軽視する異例の慣行への疑問も存在した。

### 司法改革以後
2005年に法科大学院制度が導入されて、東京大学大学院法学政治学研究科は「学士助手」の運用を廃止し、法科大学院又は大学院修士課程修了者から若干名を「助教」として採用する制度を導入した。3年間の任期中に論文（「助教論文」と呼ばれる）を提出（「助手論文報告会」が毎年執り行われている）して大学の准教授や講師に採用される。
旧司法試験が新司法試験に一本化されて司法試験予備試験が導入されたのち、「学部在学中に予備試験と司法試験の双方に合格した」者に限り「学士の学位の保有のみであっても東京大学大学院法学政治学研究科の助教に採用する」、かつての学士助手に類似する制度が新たに加わった。2017年4月採用予定の助教募集要項は、「志願者は事前に将来専攻しようとする科目の担当教員に面接して指示を受けること」を求め、選考方法は「面接、成績、健康診断」によるとしている。
現在は、東京大学法学部教員の経歴・学位は多様化しており、他大学出身者や大学院進学者および博士号取得者も少なくない。

## 主な学士助手出身法学者・政治学者

### 東京大学法学部（新制以降、採用年次毎）
- 1953年 金子宏
- 1954年 新堂幸司　伊藤大一　小菅芳太郎　松尾浩也　小原喜雄　森美樹　伊東すみ子
- 1955年 田宮裕
- 1956年 塩野宏　村上淳一　高畠通敏
- 1957年 所一彦　兼子仁　半澤孝麿
- 1958年 森嶌昭夫
- 1959年 石井紫郎
- 1960年 三谷太一郎　佐藤誠三郎　近藤弘二　芝原邦爾
- 1961年 平井宜雄　田村諄之輔　長尾龍一　西尾勝　米倉明　大久保泰甫　金城清子
- 1962年 青山善充　中元紘一郎
- 1963年 藤田宙靖　石田穣　佐々木有司　野村好弘
- 1964年 阿部泰隆　淡路剛久　天川晃　岩井宜子
- 1965年 佐々木毅　大河内繁雄
- 1966年 町野朔　古川純
- 1967年 棚瀬孝雄　高橋和之　磯部力　石川正
- 1968年 浦部法穂　菅野和夫　平川宗信　小林公　伊藤眞　水谷三公
- 1969年 小早川光郎　加藤雅信　中山信弘　江頭憲治郎　大塚龍児　西田典之　渡辺浩　五十嵐武士　田中善一郎　松村良之　佐藤慎一
- 1970年 大沼保昭
- 1971年 高橋宏志　佐藤博史　井上正仁　舛添要一
- 1972年 植村栄治　能見善久　前田雅英　北村一郎　高橋進　伊澤和平　大西仁
- 1973年 廣瀬久和　渡辺治
- 1974年 石黒一憲　樋口範雄　木庭顕　中村研一
- 1975年 水野忠恒　岩原紳作　山下友信　御厨貴　野坂泰司　小田博　日比野勤
- 1976年 内田貴　山口厚　伊東研祐　小寺彰　森田朗　吉岡知哉
- 1977年 高木光　神田秀樹　井上達夫　寺尾美子　岩沢雄司　寺田浩明　西川洋一
- 1978年 内野正幸　角紀代恵　棟居快行　宇賀克也　中里実　早川眞一郎　道垣内正人　水野紀子　近藤光男　葛西康徳
- 1979年 長谷部恭男　安念潤司　高田裕成　岩村正彦　久保文明　竹中千春　高原孝生
- 1980年 中窪裕也　佐伯仁志　山田誠一　小幡純子　森川幸一　前田匡史
- 1981年 大塚直　酒巻匡　山口二郎　川崎修　山本弘　吉田邦彦　林陽一　吉原和志
- 1982年 道垣内弘人　大村敦志　杉田敦　月村太郎　則武輝幸　山川隆一
- 1983年 中谷和弘　斎野彦弥　岩本智子　植木俊哉　玉井克哉　塚本元
- 1984年 橋本博之　森田宏樹　山本和彦　黒沼悦郎　田辺国昭　遠藤比呂通　川合弘造
- 1985年 石川健治　佐藤英明　小泉直樹　和仁陽
- 1986年 斎藤誠　飯田文雄　上嶌一高　松下淳一　神作裕之　弥永真生　小林正弥
- 1987年 大澤裕　奥博司　辻康夫　沖野眞已　増井良啓　田村善之　白石忠志　田代雅彦
- 1988年 森戸英幸　田口正樹　蟻川恒正　山本隆司　藤田友敬　福田有広　今井猛嘉
- 1989年 毛利透　畑瑞穂　川出敏裕　澁谷雅弘　豊永郁子　城山英明　金井利之　児矢野マリ
- 1990年 大杉謙一　水町勇一郎　牧原出　井上由里子　中山道子　川島富士雄　山口成樹　両角吉晃
- 1991年 木村琢磨　黒川道代　飯田芳弘
- 1992年 佐藤隆之　小塚荘一郎　内山融
- 1993年 橋爪隆　谷口将紀　太田匡彦　瀧川裕英
- 1994年 寺谷広司　浅野博宣　久保野恵美子　曽我謙悟　瀧本哲史
- 1995年 福元健太郎　八田卓也　川田琢之
- 1996年 島田聡一郎　五百籏頭薫　田中亘　垣内秀介　山下純司
- 1997年 渕史彦　川副令　高橋美加　金子敬明　菱田雄郷　宍戸常寿　森田果　大屋雄裕　林知更　仲野武志　桑原朝子
- 1998年 池田公博　和田俊憲　渕圭吾　原田央　嵩さやか
- 1999年 青木哲　笹倉宏紀　松井智予　竹下啓介　吉村政穂　榊素寛　藤谷武史　奥野寿　杉山悦子　中野妙子　中村匡志
- 2000年 小島立　溜箭将之　福岡安都子
- 2001年 小出篤　星明男　滝澤紗矢子　古川伸彦　加藤貴仁
- 2002年 井上和治　樋口亮介　村山健太郎　大西紘人 建部雅
- 2003年 加毛明　神山弘行　吉永圭　笠木映里　木村草太　後藤元
- 2004年 得津晶　西村裕一　桑村裕美子　佐瀬裕史　尾崎悠一

### 京都大学
- 1953年 阿部照哉　香西茂
- 1954年 園部逸夫
- 1955年 奥田昌道
- 1956年 龍田節
- 1957年 高坂正堯
- 1959年 柴田光蔵
- 1961年 鈴木茂嗣
- 1962年 佐藤幸治　村松岐夫
- 1964年 田中成明　前田達明
- 1967年 中森喜彦
- 1968年 広渡清吾　吉岡一男　安永正昭
- 1969年 豊下楢彦　森本滋
- 1975年 辻正美
- 1978年 木南敦
- 1983年 山本敬三
- 1984年 塩見淳　山本克己
- 1985年 秋月謙吾
- 1986年 唐渡晃弘
- 1987年 品田裕
- 1988年 植村和秀
- 1989年 土井真一
- 1991年 中西康
- 1992年 橋本佳幸
- 1994年 堀江慎司
- 1998年 齊藤真紀
- 2000年 増田史子
- 2001年 愛知靖之
- 2004年 見平典

### 一橋大学
- 1957年 好美清光
- 1968年 村井敏邦
- 1985年 滝沢昌彦

### 東北大学
- 1953年 尾吹善人
- 1955年 阿部純二
- 1956年 深谷松男
- 1958年 林毅
- 1959年 小山貞夫 富樫貞夫 安藤次男
- 1960年 山口浩一郎
- 1962年 荒川重勝
- 1965年 高橋清徳
- 1966年 東海林邦彦
- 1968年 大平祐一 生熊長幸
- 1971年 森田寛二 岡本勝
- 1974年 林信夫
- 1975年 大石眞
- 1976年 山本豊
- 1977年 荒谷裕子 宮川知法
- 1981年 佐藤岩夫 山野目章夫
- 1983年 菅原郁夫
- 1990年 山田文
- 1992年 成瀬幸典 山本哲生 森永淑子
- 1993年 丸山絵美子
- 1995年 宮川基 渡部美由紀
- 1996年 蘆立順美
- 1999年 原昌登

### 北海道大学
- 1955年 内田文昭

### 名古屋大学
- 1958年 大脇雅子 鳥居淳子（1962年から東京大学助手）
- 1963年 伊藤高義
- 1978年 加藤哲郎

### 神戸大学
- 1967年 根岸哲
- 1974年 岸田雅雄 磯村保
- 1988年 行澤一人

### 中央大学
- 1954年 横井芳弘
- 1957年 渥美東洋
- 1960年 小島武司　船越隆司
- 1964年 住吉博
- 1966年 宮島直機
- 1967年 長内了　木内宜彦　角田邦重
- 1968年 斎藤信治
- 1969年 永井和之
- 1972年 若松隆
- 1973年 廣瀬克巨
- 1974年 丸山秀平
- 1975年 森末伸行
- 1978年 廣岡守穂
- 1987年 酒井由美子
- 1988年 佐藤恵太
- 1999年 増田真也
- 2005年 宮本航平

### 大阪市立大学
- 1954年 植林弘
- 1967年 加茂利男　藤田勝利
- 1968年 松本博之
- 1969年 薮野祐三